# Figaro (Novak)
Figaro je scenska vokalno-instrumentalna skladba slovenskega klasicističnega skladatelja Janeza Krstnika Novaka na besedilo Linhartove igre Ta veseli dan, ali Matiček se ženi.

## Okoliščine nastanka skladbe
Leta 1784 je francoski dramatik Pierre Auguste de Beaumarchais v Kraljevem gledališču v Parizu uprizoril komedijo o služabniku Figaru, ki prelisiči svojega plemiškega gospodarja in si kljub njegovim spletkam pribori ljubljeno dekle. Duhovita satira na račun oholega in razuzdanega plemstva je postala evropska uspešnica, jezila je gospodo in razveseljevala meščane, oblast jo je enkrat prepovedala in drugič spet dovolila, vsi pa so jo poznali in govorili o njej. Leta 1786 je zgodbo po libretu Lorenza da Ponteja uglasbil sam Mozart v nesmrtni operi Figarova svatba (Le nozze di Figaro). Ljubljana ni dolgo zaostajala za Dunajem. Duhoviti kranjski šolski nadzornik Anton Tomaž Linhart je Figara preimenoval v Matička in ga prestavil na gorenjsko graščino. Spomladi 1790 je bil Matiček nared in Linhart je iskal glasbenika, ki bi mu uglasbil pevske prizore. Delo je opravil Ljubljančan Janez Krstnik Novak, eden redkih predstavnikov glasbenega klasicizma na Slovenskem. Očitno je poznal opero velikega Salzburžana in je po njegovem vzoru svoji scenski glasbi tudi dal naslov Figaro.

## Povzetek
Novak je uglasbil četrti prizor iz drugega dejanja Matička, v katerem dijak Tonček Nežki in gnadlivi gospe s pesmico izraža svojo zaljubljenost v vsako posebej in ves ves ženski spol na splošno, deseti prizor četrtega dejanja, v katerem se podložniki zahvaljujejo baronu Naletelu, da je »spoštoval nedolžnost (!?)« ter privolil v Nežkino poroko z Matičkom in Jerčino poroko s Tončkom ter veseli sklepni prizor komedije. Živahna, gladko tekoča glasba v vsem podpira besedilo in dokazuje, da je Novak (najbrž na ljubljanskem jezuitskem kolegiju) prejel temeljito glasbeno izobrazbo in to dopolnil s študijem Mozartovih in Haydnovih partitur. Matička v Linhartovem času iz neznanih razlogov niso javno uprizorili, glasba pa je bila v tistem času izgubljena in na prvih gledaliških uprizoritvah leta 1848 v Novem mestu in leta 1849 v Ljubljani ni bila izvedena. Figaro je slovenska najstarejša ohranjena scenska glasba. Še posebej dragocena je, ker pričara avtentično ozračje Linhartove razsvetljenske veseloigre.